# 周星馳
周 星馳（チャウ・シンチー、1962年6月22日 - ）は、香港出身の俳優、映画監督。別名は星爺（シンイェ）。中国人民大学商学院准教授。中国の現代文化に多大な影響を及ぼした、現代中国を代表する映画人の1人である。

## 人物・経歴

### 生い立ち
1962年6月22日、香港生まれ。先祖は上海系。3姉弟(上に姉、下に妹)の間っ子として生まれる。父親は遊び人で浮気性であったことから、両親が幼い時に離婚したため、母子家庭で育つ。
中学（日本の学校教育の基準で高校2年）を卒業するが、家庭の事情もあって進学を断念し、就職することになる。しかし、テレビの仕事をする前は、学歴が高くなかったこともあって、秘書（悪く言えば使い走り）のような仕事しか選択できなかった。

### 芸能デビュー
無綫電視の俳優養成所第11期の卒業生となる。人気子供番組『430穿梭機』の司会者としてデビュー。この番組は2人の司会者が「良いお兄さん」と「悪いお兄さん」に扮し、「良いお兄さん」が「悪いお兄さん」の素行を叱って話が展開していく教育番組で、チャウは「悪いお兄さん」役を担当した。この役を大好評のうちに5年間務め上げた。
その後、総合チャンネルの司会者を1年務めた後、俳優としての活動を開始。当初は週に1、2日しか仕事がなかったが、この下積み時代にたくさんの本を読むなどして勉強したことが今日の彼を支えているという。
初期のテレビドラマ出演作は脇役、準主役が多い。1988年の映画『カウボーイ・ダンディ』で金馬奨の最優秀助演男優賞を受賞しているが、この頃まではシリアス路線だった。ようやく掴み取ったドラマ初主演の時代劇『蓋世豪侠』で、若者言葉やパロディの台詞など現代感覚を持ち込み、一躍人気者となる。流行語も産み出した。やがて彼独特のナンセンス・他人には意味の掴めない咄嗟の切り返し・アクションは「無厘頭（モウレイタウ）」と呼ばれ、一世を風靡した。

### 映画監督として
1993年の『詩人の大冒険』でノンクレジットではあるが一部監督を務める。同作は中国でも公開され1993年度興収1位。1990年代後半には絶大的な人気を博し、周星驰現象を巻き起こし「星爺」(星の親分的な尊称)の異名を持った。1994年の『0061北京より愛を込めて!?』で、監督として初めてクレジットされる。
2001年の『少林サッカー』は香港映画歴代興行収入の記録を塗り替え、2002年のブルーリボン賞にて外国作品賞を受賞した。日本でも一躍その名を知られるようになった。同作は世界32カ国で上映され、イタリアで公開されたアジア映画として最大のヒット作となった。
2004年の『カンフーハッスル』は中国公開され2004年度興収1位、その年のアメリカ放送映画批評家協会賞を受賞し、ゴールデングローブ賞と英国アカデミー賞の外国語映画賞にもノミネートされた。世界72カ国で上映され、2005年度にアメリカで公開された外国映画として最大のヒット作となった。
ドラゴンボールの実写化映画『DRAGONBALL EVOLUTION』のプロデューサーだったが（監督にも意欲を示していた）、自分の意見が全く採用されないなどの待遇への不満や、作品の出来に対する不満からプロモーション活動には参加せず、一切手を引いた形となっている。また2009年に、自身の監督によってリメイク製作される予定だった『グリーン・ホーネット』からも突然降板した。
2013年の『西遊記〜はじまりのはじまり〜』は中国で5200万人を動員し興収1位となり、世界12カ国で上映された。2014年11月21日に日本で公開されることが決定し、これを受け7月22日に6年振りに来日した。本作は自身が熱烈なファンであるドラゴンボールに影響を受けたと述べており、本作を絶賛したドラゴンボール原作者の鳥山明がポスターを描き下ろした。
2016年に公開された『人魚姫』では、世界で1億人超を動員し、アジア映画歴代興行収入No.1を樹立した。

## 主な出演作品
太字は日本で劇場公開された作品。

### 映画
- カウボーイ・ダンディ（原題：霹靂先鋒、1988）
- 血と報復の掟（原題：捕風漢子、1988）
- サンダードラゴン（原題：流氓差婆、1989）
- ドラゴンファイト（原題：龍在天涯、1989）
- ワイルド・ヒーローズ/暗黒街の狼たち（原題：義胆群英、1989）
- 俺たちの旅路 さらば愛しき日々よ（原題：龍鳳茶樓、1990）
- 超アブない激辛刑事 カリー&ペッパー（原題：咖喱辣椒、1990）
- ゴッド・ギャンブラー 賭聖外伝（原題：賭聖、1990）
- マイヒーロー（原題：一本漫畫闖天涯、1990）
- ゴーストハッスル（原題：師兄撞鬼、1990） - ※香港レジェンドシネマ・フェスティバル（2008）で上映
- ゴッド・ギャンブラーII（原題：賭侠、1991）
- ゴッド・ギャンブラー/リターンズ（原題：賭聖延続篇賭覇、1991）客演
- ゴッド・ギャンブラーIII（原題：賭侠II之上海灘賭聖、1991）
- ファイト・バック・トゥ・スクール（原題：逃學威龍、1991）
- レジェンド・オブ・ドラゴン（原題：龍的傳人、1991）
- トリック大作戦（原題：整蠱専家、1991）
- 新精武門（原題：新精武門一九九一、1991）
- キング・オブ・カンフー（原題：武状元蘇乞兒、1992）
- 熱血弁護士（原題：審死官、1992） - ※香港レジェンドシネマ・フェスティバル（2008）で上映
- ハッピー・ブラザー（原題：家有囍事、1992）
- ファイト・バック・トゥ・スクール2（原題：逃學威龍2、1992）
- ロイヤル・トランプ（原題：鹿鼎記、1992）
- ロイヤル・トランプ2（原題：鹿鼎記II 神龍教、1992）
- 詩人の大冒険（原題：唐伯虎點秋香、1993）※兼監督
- ファイト・バック・トゥ・スクール3（原題：逃學威龍三之龍過雞年、1993）
- マッド・モンク 魔界ドラゴンファイター（原題：濟公、1993） - ※東京ファンタスティック映画祭（1996）でのみ上映
- 0061北京より愛をこめて!?（原題：國產凌凌漆、1994）※兼監督/脚本
- 広州殺人事件（原題：九品芝麻官、1994）
- 最強の出前人（原題：破壞之王、1994）※兼監督
- チャウ・シンチーのチャイニーズ・オデッセイ [其ノ壱]（原題：西遊記第壹佰零壹回之月光寶盒、1994）※兼製作
- チャウ・シンチーのチャイニーズ・オデッセイ [其ノ弐]（原題：西遊記大結局之仙履奇縁 、1995）※兼製作
- ミラクルマスクマン/恋の大変身（原題：百變星君、1995）
- ゴーストバスター（原題：回魂夜、1995） - ※香港レジェンドシネマ・フェスティバル（2008）で上映
- 食神（原題：食神、1996）※兼監督/製作/脚本
- 008皇帝ミッション（原題：大内密探零零發、1996）※兼監督
- ラッキー・ファミリー（原題：97家有囍事、1997）
- ハッスル・キング（原題：算死草、1997）
- ラッキー・ガイ（原題：行運一條龍、1998）客演
- トリックマスター（原題：千王之王2000、1999）客演
- 喜劇王（原題：喜劇之王、1999）※兼監督/製作/脚本
- 少林サッカー（原題：少林足球、2001）※兼監督/製作/脚本
- カンフーハッスル（原題：功夫、2004）※兼監督/製作/脚本
- ミラクル7号（原題：長江七號、2008）※兼監督/製作/脚本

## その他の関係作品
- 1:99 電影行動（原題：1:99 電影行動、2003）オムニバス作品、一編の監督
- 少林少女（2008）エグゼクティブプロデューサー(名義)……日本映画
- DRAGONBALL EVOLUTION（原題：DRAGONBALL EVOLUTION、2009）製作（名義）
- 西遊記〜はじまりのはじまり〜（原題：西游 降魔篇、2013）監督/製作/脚本
- 人魚姫（原題： 美人魚、2016）監督/製作/脚本[18]
- 西遊記2〜妖怪の逆襲〜（原題：西游 伏妖篇、2017）製作/脚本
- 新喜劇王（原題：新喜劇之王、2019）監督/製作/脚本
- モンキー・キング（原題：THE MONKEY KING、2023）製作総指揮 ※Netflixで配信

## 日本語吹き替え
主に担当しているのは、以下の三人である。
山寺宏一
『少林サッカー』（日本公開版）で初担当。なお、シンチーと対面経験あり。
堀内賢雄
平田広明
共に初期の作品を担当した。
このほかにも、檀臣幸、星野充昭、小杉十郎太、小野坂昌也、高木渉なども声を当てている。